# 足立区立興本扇学園
足立区立興本扇学園（あだちくりつおきもとおうぎがくえん）は、東京都足立区扇にある小中一貫校。ユネスコスクール。

## 概要
2006年（平成18年）4月に足立区立興本小学校（あだちくりつおきもとしょうがっこう）と足立区立扇中学校（あだちくりつおうぎちゅうがっこう）が合併し、小中一貫校として開校。それまでの興本小学校を東校舎、扇中学校を西校舎とした。
東校舎には1〜4年生、西校舎には5〜9年生が在籍し、部活動は希望制で5年生から始めることができる。

## 沿革
- 2006年（平成18年）
  - 4月1日 - 開校。
  - 4月6日 - 興本扇学園開校式と第1回入学式（小学部）挙行。
  - 4月7日 - 第1回入学式（中学部）挙行。
  - 5月 - 第1回運動会開催。
  - 11月 - 第1回学園祭開催。
  - 11月12日 - 興本扇学園小中一貫教育校開設記念式典挙行し、祝賀会開催。
- 2007年（平成19年）3月 - 第1回卒業式（中学部）挙行。同月、第1回卒業式（小学部）挙行。
- 2008年（平成20年）
  - 3月 - 最初の進級式（第4学年）挙行。
  - 7月 - 西校舎耐震工事。
- 2009年（平成21年）
  - 10月28日 - 国際ユネスコスクールに認定。
  - 11月 - 西校舎体育館耐震工事。
- 2010年（平成22年）
  - 1月 - 第1回作品展開催。
  - 10月 - 東校舎体育館耐震工事。
  - 10月29日 - 創立5周年記念式典挙行。
  - 10月30日 - 創立5周年祝賀会。
- 2011年（平成23年）
  - 3月 - 第1回合唱コンクール（第5学年～第9学年）。同月、最初のII期修了式（第7学年）とI期修了式（第4学年）挙行。
- 2014年（平成26年）8月27日 - 小中一貫教育校現状報告会開催。
- 2015年（平成27年）11月28日 - 創立10周年記念式典挙行し、記念集会・祝賀会開催。

## 歴代校長
- 初代 砥抦敬三（2006年4月 - 2007年3月）
- 第二代 角田勝彦（2007年4月 - 2009年3月）
- 第三代 宇野彰人（2009年4月 - 2011年3月）
- 第四代 海老原昌巳（2011年4月 - 2014年3月）
- 第五代 西村豊（2014年4月 - 2018年3月）
- 第六代 稲葉守朗（2018年4月 -）

## 部活動

### 西校舎
- 野球部
- サッカー部
- 女子バレーボール部
- 女子テニス部
- バドミントン部
- バスケットボール部
- ブラスバンド部
- 美術部

## 主な出身者
- 吉村貢司郎 - プロ野球選手
- 武岡毅 - 柔道家
- 樋口裕大 - 柔道家
- 雛形あきこ - 女優
  - 上記2名は、興本扇学園開校前（小学校・中学校合併前）の卒業である。

## 交通
- 東京都交通局日暮里・舎人ライナー江北駅徒歩3分
- 都営バス阿弥陀橋バス停より徒歩3分
- 都営バス江北駅前バス停より徒歩3分
- はるかぜ興本扇学園バス停より徒歩2分